# John Doeg
John Thomas Godfray Hope Doeg, född 7 december 1908, Guaymas, Sonora, Mexiko, död 27 april 1978, var en amerikansk vänsterhänt tennisspelare. John Doeg var under femårsperioden 1927-31 en av USA:s 10 bästa tennisspelare. År 1930 var han rankad som amerikansk etta och som världsfyra.
Doeg upptogs 1962 i International Tennis Hall of Fame. 

## Tenniskarriären
John Doeg vann 1926 juniorsingeltiteln i Amerikanska mästerskapen. Tillsammans med landsmannen George Lott vann han 1929 sin första titel i en Grand Slam-turnering (Amerikanska mästerskapen). Paret upprepade sin seger också 1930, denna gång genom finalseger över favoriterna John Van Ryn/Wilmer Allison (8-6, 6-3, 4-6, 13-15, 6-4). Tidigare under sommaren 1930 hade de båda spelarparen mötts i finalen i Wimbledonmästerskapen, varvid Van Ryn/Allison enkelt segrat med 6-3, 6-3, 6-2.  
I singelturneringen i Amerikanska mästerskapen 1930 lyckades den 21-årige Doeg i semifinalen besegra den försteseedade sjufaldige amerikanske mästaren, tillika det årets mästare i Franska mästerskapen och Wimbledon,  37-årige Bill Tilden (10-8, 6-3, 3-6, 12-10). Doeg slog 28 serve-ess under den matchen som blev Tildens sista i Amerikanska mästerskapen.  Förlusten innebar att Tilden förlorade förstaplatsen i den amerikanska rankingen till Doeg. I den följande finalen mötte Doeg 19-åringen Frank Shields. Matchen blev mycket jämn och slutade med seger för Doeg med 10-8, 1-6, 6-4, 16-14.     
Efter den framgångsrika säsongen 1930 nådde Doeg fortsättningsvis inte upp till samma spelnivå, och han vann inte fler stora titlar.
John Doeg deltog i det amerikanska Davis Cup-laget 1930. Han spelade 2 matcher och vann båda.

## Spelaren och personen
John Doeg växte upp i Kalifornien och var son till Violet Sutton, en av den framstående tennisspelaren och Wimbledonmästaren May Sutton Bundys tre tennisspelande syskon. Violet Sutton hade själv vunnit the Southern California Championships. 
John Doeg var framförallt känd för sin förnämliga serve som han regelmässigt följde upp med nätattacker för att avgöra med volley. Hans attackspel och skruvade grundslag gjorde honom till en fruktad motståndare. Han blev den fjärde vänsterhänte spelare som vann singeltiteln i Amerikanska mästerskapen (de övriga var Robert Wrenn, Beals Wright och R. Lindley Murray). 

## Grand Slam-titlar
- Amerikanska mästerskapen
  - Singel - 1930
  - Dubbel - 1929, 1930